# Antoniewo (powiat żniński)
Antoniewo – wieś w Polsce, w województwie kujawsko-pomorskim, w powiecie żnińskim, w gminie Łabiszyn, część wsi Nowe Dąbie.
Do 2023 miejscowość była częścią wsi Nowe Dąbie.
W latach 1975–1998 Antoniewo administracyjnie należało do województwa bydgoskiego.